# Kuhun
Kuhun – gaun wikas samiti w zachodniej części Nepalu w strefie Dhawalagiri w dystrykcie Myagdi. Według nepalskiego spisu powszechnego z 2001 roku liczył on 785 gospodarstw domowych i 3595 mieszkańców (1968 kobiet i 1627 mężczyzn).